# Croton touranensis
Croton touranensis är en törelväxtart som beskrevs av François Gagnepain. Croton touranensis ingår i släktet Croton och familjen törelväxter. Inga underarter finns listade i Catalogue of Life.